# Paloh Dama
Paloh Dama is een bestuurslaag in het regentschap Bireuen van de provincie Atjeh, Indonesië. Paloh Dama telt 304 inwoners (volkstelling 2010).